# Lord's Cricket Ground

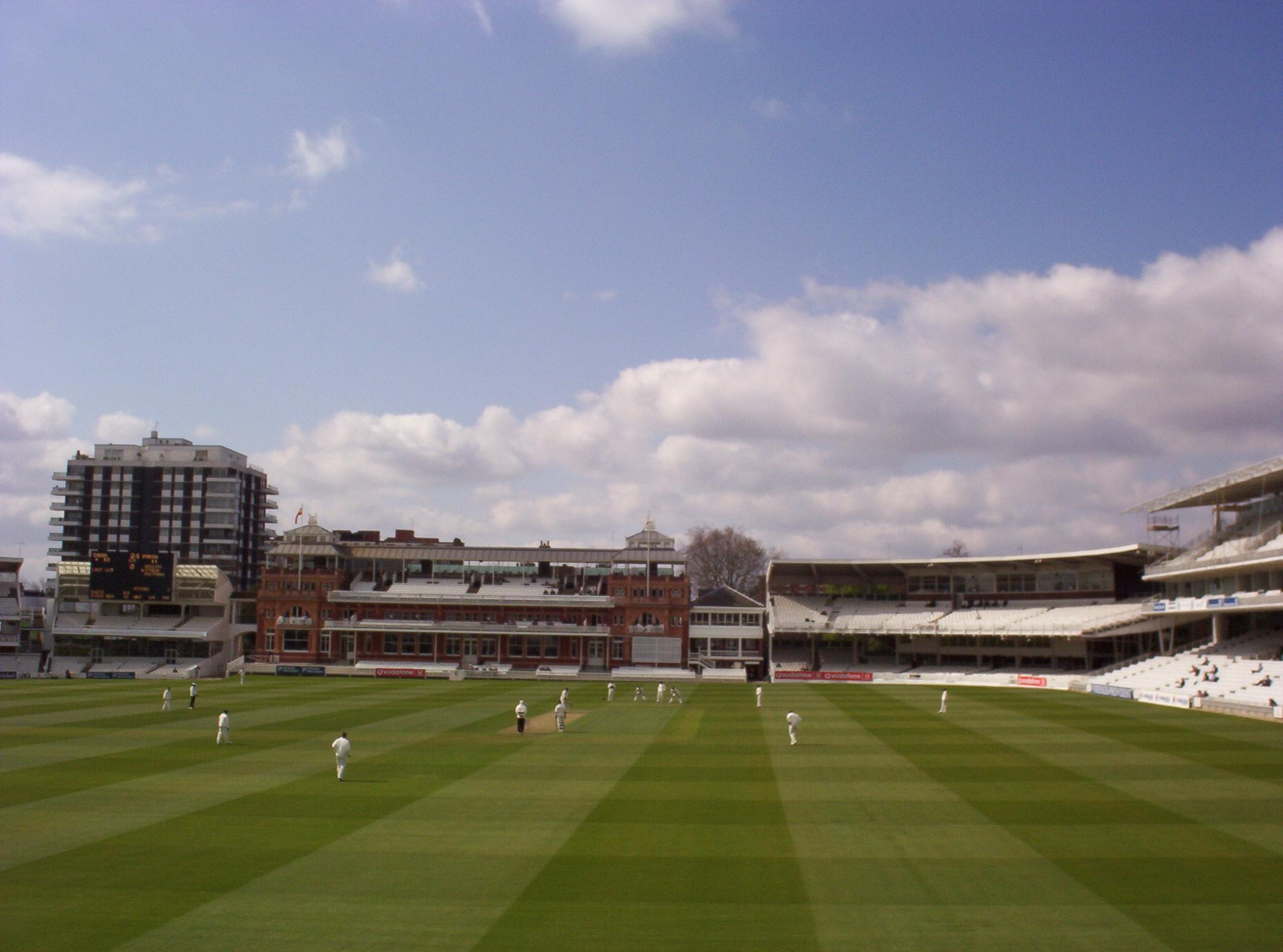
Lords Cricket Ground

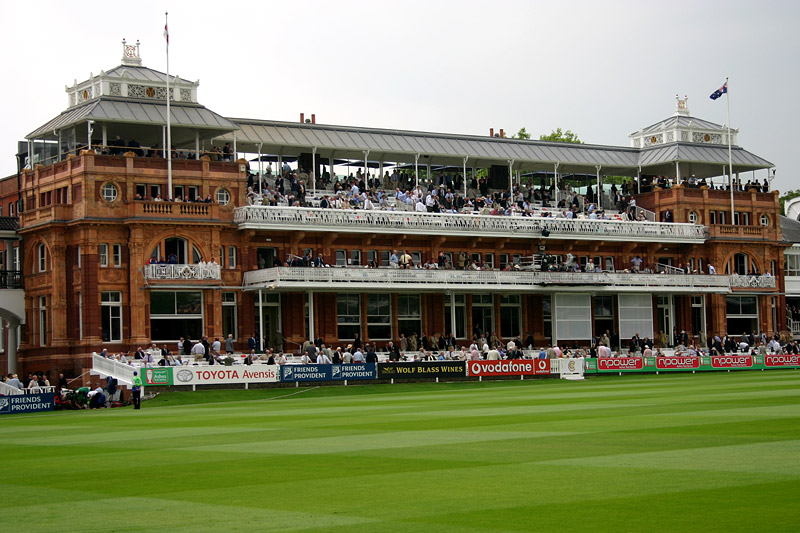
Pavilon lordů (Lord's Pavilion) z Victoriiny éry - hlavní olympijské sportoviště v lukostřelbě

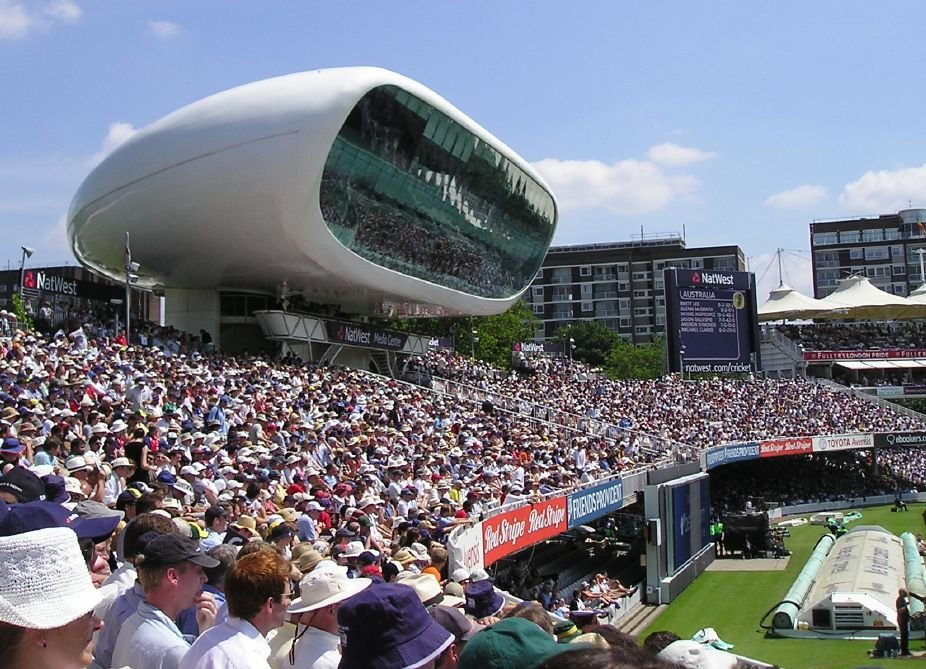
Lord's Media Centre - mediální centrum pro novináře a sportovní komentátory

Lords Cricket Ground, zkráceně jen Lord’s, je londýnský kriketový klub a stadion, kde sídlí dva místní kriketové kluby Marylebone Cricket Club a Middlesex County Cricket Club. Sportoviště se nachází na severozápadním okraji Londýna ve čtvrti St John's Wood. První písemná zmínka o kritovém zápase Marylebone Cricket Clubu na tomto místě pochází z 22. června 1814, dle některých zdrojů bylo založeno v roce 1787 a je pojmenováno dle kriketsty Thomase Lorda. Kromě toho zde také sídlí England and Wales Cricket Board (anglická a waleská kriketová asociace) a European Cricket Council (evropská kriketová rada). Kapacita stadionu činí 6500 diváků.
Součástí zdejšího stadionu je i Lord's Media Centre, mediální centrum firmy Future Systems, kterou navrhoval český architekt Jan Kaplický. Toto mediální centrum je určeno přibližně pro 120 novinářů a 100 televizních a rozhlasových komentátorů.
Stadion je vzdálen přibližně 180 metrů od stanice londýnského metra Baker Street.

## Olympiáda 2012
Během Letních olympijských her 2012 toto sportovní zařízení sloužilo jakožto olympijské a paralympijské sportoviště pro soutěže v lukostřelbě. Vzhledem ke sportovnímu odvětví a dobrému zázemí zde před olympijskými hrami proběhly jen minimální stavební a technické úpravy, šlo tak o jedno z nejlevnějších olympijských a paralympijských sportovišť.